# 2023年柏林州議會選舉
2023年柏林州議會重新選舉於2023年2月12日舉行，旨在再次選舉第19屆柏林州議會。第19屆柏林州議會最初於2021年9月26日當選。2022年11月16日，柏林州憲法法院宣布由於多個不規則因素，結果無效，並下令在90天內進行重選。  聯邦憲法法院對五項憲法申訴的決定仍未定案，但將在重選後才做出決定。  現任政府是由執政市長Franziska Giffey領導的社會民主黨（SPD）、綠黨和左翼黨聯盟所組成。

除了柏林州議會選舉外，地區議會的結果也被判定為無效，並下令在同一日期進行重選。 
反對黨基督教民主聯盟（CDU）獲得28％的選票，增加了超過十個百分點，成為以極大優勢獲得最多選票的政黨，這是自1999年以來首次發生。所有三個執政黨的得票率都有所下降。社會民主黨（SPD）以18.4％的得票率遭遇了一個多世紀以來的最差結果，僅以53票的優勢勉強領先於綠黨。左翼黨的得票率也下降到12％。德國另類選擇（AfD）得到了9％的小幅上升，而自由民主黨（FDP）的得票率下降至4.6％，並失去了所有議席。總體而言，現任政府保持了遞減的多數派。CDU因為取得第一名的成績而聲稱有執政的授權，而市長Giffey承諾繼續留在政府中。左翼黨呼籲更新即將離任的聯盟。 

## 选举日期
第19屆柏林議會的選舉原定於2021年9月26日舉行，但其結果於2022年11月16日被柏林憲法法院裁定無效。要求在90天內進行重選 - 最遲為2023年2月14日。根據憲法，柏林議會的任期為五年。法院的決定並未重置立法任期，這意味著下次定期選舉必須在最遲2026年秋季之前進行。 州選舉主任斯蒂芬·布羅克勒證實，選舉將在最晚可能的日期2月12日星期日舉行。 
根據憲法法院的裁決，現任議會成員將繼續任職，直到重選。他們可以通過解散議會並因此引發正常的第20屆立法期的提前選舉來迴避法院的裁決（在柏林州憲法下，只要獲得全體議會成員三分之二的多數票即可實現）。然而，這一舉動並未被考慮。

## 选举制度
柏林州議會通過混合選舉制度選出。共有78名議員通過單議席選區的相對多數制當選。52名議員則通過補償比例代表制分配，分配在柏林的12個區域。選民有兩票：第一票投給單議席選區的候選人，第二票投給政黨名單，用於填補比例代表制的議席。柏林州議會的最小規模為130名議員，但如果有超額議席存在，將添加補償議席以確保比例代表性。柏林州議會的選舉門檻為有效票的5％。低於此門檻的政黨將被排除在柏林州議會之外。然而，至少贏得一個單議席選區的政黨將被豁免門檻，即使他們低於5％，也將按比例分配議席。 

## 背景
在2021年9月26日舉行的原始選舉中，社民黨以21.4％的選票繼續保持最大的政黨地位。綠黨成長為第二大黨，佔18.9％，其次是基民盟，佔18.0％。左翼黨選票稍微下滑至14.1％。德國另類選擇黨失去了近一半的選票，跌至8.0％，而自由民主黨則略有改善，選票達到7.1％。自2016年以來，社民黨一直領導著左翼黨和綠黨的聯合政府，並在增加的多數情況下得到續任，由新市長弗朗齊斯卡·吉費依領導。
2021年選舉期間，出現了許多不規範的情況，包括選票短缺、投票長隊、投票用紙運到錯誤地點，有些選民被拒絕投票或只提供聯邦選舉的選票等等。經過幾個月的調查和聽證會後，2022年9月，柏林州憲法法院發布了初步評估，認為需要全面重複進行州議會和地區議會選舉。這一點在11月的正式裁決中得到了確認。因此，選舉結果被廢除，新的選舉在90天內進行。 

## 政黨
下表列出目前在柏林第19屆州議會中有代表的政黨。
| 政黨 | 政黨  | 政黨                                                           | 意識形態     | 2021年結果 | 2021年結果 |
| 政黨 | 政黨  | 政黨                                                           | 意識形態     | 票数 (%)   | 席位       |
| ---- | ----- | -------------------------------------------------------------- | ------------ | ---------- | ---------- |
|      | SPD   | 德国社会民主党 Sozialdemokratische Partei Deutschlands         | 社会民主主义 | 21.4%      | 36 / 147   |
|      | Grüne | 联盟 90/绿党 Bündnis 90/Die Grünen                             | 绿色政治     | 18.9%      | 32 / 147   |
|      | CDU   | 德国基督教民主联盟 Christlich Demokratische Union Deutschlands | 基督教民主   | 18.0%      | 30 / 147   |
|      | Linke | 左翼黨 Die Linke                                               | 民主社会主义 | 14.1%      | 24 / 147   |
|      | AfD   | 德国另類選擇 Alternative für Deutschland                       | 右翼民粹主义 | 8.0%       | 13 / 147   |
|      | FDP   | 自由民主党 Freie Demokratische Partei                          | 自由主义     | 7.1%       | 12 / 147   |

## 政府组建
儘管基民盟獲得了強勢的選舉成績，並堅稱有治理的授權，但現任的社民党、綠黨和左翼聯盟保持了多數席次。在選舉之後，許多媒體指出基民盟很可能會繼續處於反對派。雖然初步結果尚不確定社民党或綠黨誰獲得第二，但初步會談開始時有一個暫定假設，認為社民党已經領先。基民盟分別在2月17日與社民党和綠黨進行了約四個小時的單獨會談。前者的氣氛被描述為冷淡，而後者則友好且融洽，不過注意到社民党在政策上與基民盟相比，關係更加密切。 下週，基民盟-社民党和基民盟-綠黨的進一步會談以及社民党、綠黨和左翼黨之間的會議都進行了。  
隨著除左翼黨以外的所有政黨都公開表態不承諾，人們開始預期由基督教民主聯盟領導的政府，而不是像許多人預期的那樣，快速更新現任聯合政府。  Franziska Giffey 推動明確闡述徵收財產政策作為社會民主黨加入任何聯盟的前提條件，這是基民盟和社會民主黨在政策上明顯接近的一個領域。 RBB建議在CDU-SPD聯盟中將Franziska Giffey指派一個「超級部長」的職位。  《每日镜报》還報導稱，前內政部長和城市發展部長安德烈亞斯·蓋塞爾可能不會被任命為下一屆內閣的成員，無論哪個聯合政府組合都不會，因為他在監督2021年選舉方面責任不足。 
2月17日至23日期間由Civey進行的民調顯示，45%的選民偏好基民盟-社民党聯合政府，其次是社民党-綠黨-左翼黨聯合政府，占26%，僅有11%支持基民盟-綠黨聯合政府。 
選舉的最終結果在2月27日公佈，顯示社會民主黨在選舉中以僅53票的微弱優勢領先於綠黨。 
2月28日，左翼党投票决定寻求与社民党和绿党继续联合执政。三个政党表示，在讨论过程中他们已经就征收财产进行了令人满意的协商，但没有透露详细信息。 輿論普遍報導認為，Franziska Giffey計劃在隔日的社民黨代表大會上提議與基民盟組建聯合政府，暗示她會在被拒絕後辭去黨主席職務。據稱，基民盟也傾向於同樣的方向。  